# اوتو فون مولر
 اوتو فون مولر (انگلیسی: Otto von Müller؛ زاده ۱۷ اکتبر ۱۸۷۵ درگذشته ۲ آوریل ۱۹۷۶) یک تنیس‌باز اهل آلمان بود.